# NGC 3730
NGC 3730 је елиптична галаксија у сазвежђу Пехар која се налази на NGC листи објеката дубоког неба.
Деклинација објекта је - 9° 34' 34" а ректасцензија 11h 34m 16,9s. Привидна величина (магнитуда) објекта NGC 3730 износи 13,0 а фотографска магнитуда 14,0. NGC 3730 је још познат и под ознакама MCG -1-30-3, NPM1G -09.0436, NGC 3732?, PGC 35743.